# Pomeriggio a Entrèves
Après-midi à Entrèves ou Pomeriggio a Entrèves est une peinture à l'huile sur toile de 34 × 24 cm, réalisée par Carlo Bazzi en 1898 et conservée au musée de la Banca Intesa San Paolo de Milan.